# اتحاد ساحل-بنين

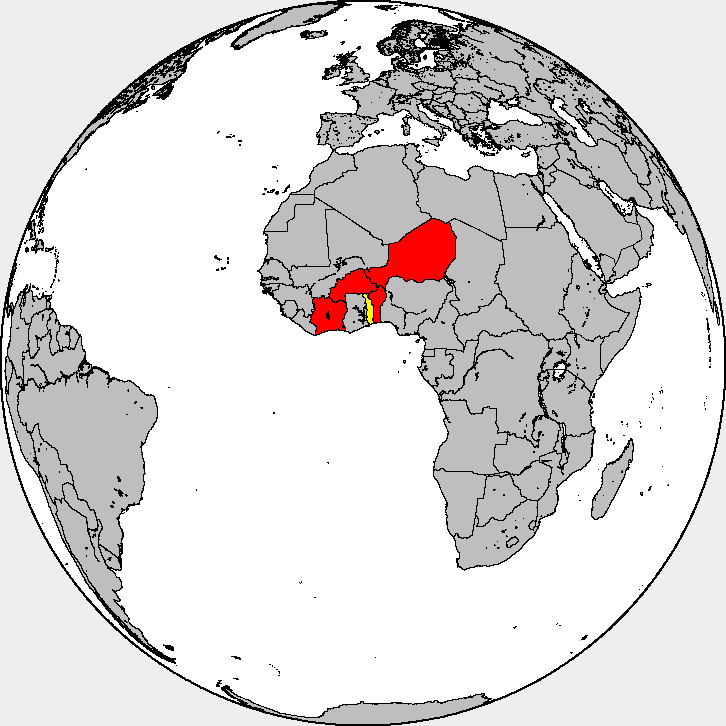
الدول الأعضاء في الاتحاد باللون الأحمر

اتحاد ساحل-بنين (بالفرنسية: Union Sahel-Bénin)‏ هو اتحاد بين عدة دول لم يدم طويلاً مؤلَّف من أربعة مستعمرات فرنسية سابقة في غرب أفريقيا الفرنسي وهي كل من جمهورية فولتا العليا (بوركينا فاسو) والنيجر وداهومي (بنين) وساحل العاج.
كان هذا الاتحاد «عبارة عن تجمّع عمل بالطريقة الأكثر فعالية من أجل قضية الوحدة الأفريقية. هذا الاتحاد... تم تزويده بمؤسسات متواضعة ولكن وظيفية من مجلس يجلس مع رؤساء الدول ووزراء الشؤون العامة ورؤساء الجمعيات الوطنية. كما اُستحدث اتحاد جمركي إضافةً إلى احتياطي لدفع السندات. وتم تطوير تنسيق سياسي واقتصادي وعسكري.» ولكن لم يستمر هذا الاتحاد إلَّا لفترة وجيزة من الزمن حيث اُستبدِلَ بمجلس الوفاق بحلول شهر مايو من عام 1959.